# Marvin Ogunjimi
Marvin Ogunjimi (Mechelen, 12 ottobre 1987) è un ex calciatore belga, di ruolo attaccante.
Possiede anche il passaporto nigeriano.

## Carriera

### Club
Debuttò nella massima serie belga nel 2004 con la maglia del Genk, dove nelle prime tre stagioni scese in campo 8 volte. Nel 2007 venne ceduto in prestito agli olandesi dello RKC Waalwijk con cui segnò 10 reti in 27 partite.
Dal 2008 giocò con il Genk, con cui nel 2009 vinse la Coppa del Belgio e nel 2011 centrò l'accoppiata Campionato - Supercoppa nazionale. Il 14 novembre 2011 venne acquiststo dal Maiorca, che negli anni lo cedette in prestito allo Standard Liegi, al Beerschot e all'Oud-Heverlee Leuven.
Il 6 giugno 2014 firmò ufficialmente un contratto con i norvegesi dello Strømsgodset, valido per i successivi due anni e mezzo: l'accordo sarebbe stato valido a partire dal 15 luglio successivo, con la riapertura del calciomercato locale. Il 14 luglio 2015, lo Strømsgodset ha confermato che il giocatore aveva subito la rottura del legamento crociato anteriore nella sfida contro il Partizani Tirana, terminando così anzitempo la propria stagione. Il 1º febbraio 2016, lo Strømsgodset ha reso noto d'aver accettato un'offerta da parte dei sudcoreani del Suwon, concedendo così il permesso al giocatore di trattare i termini personali dell'accordo. Dieci giorni più tardi, ha firmato ufficialmente per il Suwon.

### Nazionale
Viene convocato nella Nazionale belga per la prima volta in occasione di due gare valide qualificazioni ad Euro 2012: debutta l'8 ottobre 2010 segnando una doppietta nello 0-2 contro il Kazakistan, mentre quattro giorni più tardi segna un gol nel 4-4 contro l'Austria.

## Statistiche

### Cronologia presenze e reti in Nazionale
| Cronologia completa delle presenze e delle reti in nazionale ― Belgio | Cronologia completa delle presenze e delle reti in nazionale ― Belgio | Cronologia completa delle presenze e delle reti in nazionale ― Belgio | Cronologia completa delle presenze e delle reti in nazionale ― Belgio | Cronologia completa delle presenze e delle reti in nazionale ― Belgio | Cronologia completa delle presenze e delle reti in nazionale ― Belgio | Cronologia completa delle presenze e delle reti in nazionale ― Belgio | Cronologia completa delle presenze e delle reti in nazionale ― Belgio |
| Data                                                                  | Città                                                                 | In casa                                                               | Risultato                                                             | Ospiti                                                                | Competizione                                                          | Reti                                                                  | Note                                                                  |
| --------------------------------------------------------------------- | --------------------------------------------------------------------- | --------------------------------------------------------------------- | --------------------------------------------------------------------- | --------------------------------------------------------------------- | --------------------------------------------------------------------- | --------------------------------------------------------------------- | --------------------------------------------------------------------- |
| 8-10-2010                                                             | Astana                                                                | Kazakistan                                                            | 0 – 2                                                                 | Belgio                                                                | Qual. Euro 2012                                                       | 2                                                                     |                                                                       |
| 12-10-2010                                                            | Bruxelles                                                             | Belgio                                                                | 4 – 4                                                                 | Austria                                                               | Qual. Euro 2012                                                       | 1                                                                     |                                                                       |
| 25-3-2011                                                             | Vienna                                                                | Austria                                                               | 0 – 2                                                                 | Belgio                                                                | Qual. Euro 2012                                                       | -                                                                     |                                                                       |
| 3-6-2011                                                              | Bruxelles                                                             | Belgio                                                                | 1 – 1                                                                 | Turchia                                                               | Qual. Euro 2012                                                       | 1                                                                     |                                                                       |
| 6-9-2011                                                              | Bruxelles                                                             | Belgio                                                                | 1 – 0                                                                 | Stati Uniti                                                           | Amichevole                                                            | -                                                                     |                                                                       |
| 7-10-2011                                                             | Bruxelles                                                             | Belgio                                                                | 4 – 1                                                                 | Kazakistan                                                            | Qual. Euro 2012                                                       | 1                                                                     |                                                                       |
| 11-10-2011                                                            | Dortmund                                                              | Germania                                                              | 3 – 1                                                                 | Belgio                                                                | Qual. Euro 2012                                                       | -                                                                     |                                                                       |
| Totale                                                                |                                                                       | Presenze                                                              | 7                                                                     |                                                                       | Reti                                                                  | 5                                                                     |                                                                       |

## Palmarès

### Club

#### Competizioni nazionali
- Campionato belga: 1

Genk: 2010-2011
- Coppa del Belgio: 1

Genk: 2008-2009
- Supercoppa del Belgio: 1

Genk: 2011